# Йоло Денев
Йоло Денев е български националист, писател на теми, свързани с българския произход. Той е председател на Българска демократическа партия, основател на Движение „Тангра и Велика България“ и на „Център по Българознание и Възраждане на България“.

## Биография
Завършва Аграрикономически и Исторически факултет.

### Творби
Йоло Денев издава 25 книги и вестници. До 10 ноември 1989 година издава стихосбирката „Паралели на тревогата“ (1988) г. и списание „Камбана“ (1989) г. Йоло Денев написва и отпечатва 7 стихосбирки със стотици стихотворения.

### В политиката
На 1 юли 1990 година създава Българска демократическа партия, участва в президентски и парламентарни избори. На президентските избори през 1992 г. получава 10 769 гласа.

## Книги
- Генерал-княз Бенковски: Животопис. София: „Бенковски“, 1992. ISBN 954-8179-05-9
- Разгневени площади: Стихове. София, 1992.
- Нито крачка назад! Стихотворна камбана. София: „Бенковски“, 1992. ISBN 954-8179-04-0
- Жестоката истина: Стихотворна камбана. София: „Бенковски“, 1992. ISBN 954-8179-03-2
- България загива: Стихотворна камбана. София: „Тангра“, 1992. ISBN 954-8179-01-6
- Поетична камбана: Трилогия. Книжка 1. София: „Бенковски“, 1993. ISBN 954-8179-18-0
- Поетична камбана: Трилогия. Книжка 2. София: „Бенковски“, 1993. ISBN 954-8179-17-2
- Поетична камбана: Трилогия. Книжка 3. София: „Бенковски“, 1993. ISBN 954-8179-19-9
- Огънят на любовта: Интимна лирика. София: „Тангра-Бенковски“, 1995.
- Кратка библия на българите: История на българите от 7503 г. (5508 г. пр.н.е.), Принципи на Религията на Бог Тангра (Разум) и др. София: „Тангра-Бенковски“, 1996. ISBN 954-8179-25-3
- Да възкресим България!!! София: „Отечество“, 2007.
- Тангристката библия: Свещен пътеводител на българската вяра. София: „Вета“, 2010.
- Българите-тангристи – духовни водачи на човечеството. София: „Елена“, 2011.
- Борбата за България – идеология за спасение и възраждане, за нова независима България – с благоденствие на народа. София: „Елена“, 2011. ISBN 978-954-2913-15-3
- Ново човечество: С тангристката цивилизация на шестата духовна раса – деца на слънцето. София: „Елена“, 2012. ISBN 978-954-2913-19-1
- Пътят към турско робство 1. Пътят към турско робство 2 – ?! София: „Рал Колобър“, 2012.
- Великият Атила (435 – 453 г.): „Бич на Тангра за князе и престъпници“. София: „Рал Колобър“, 2012.
- Гениалният Мотун – император – националист 1 (202 – 174 г. пр.н.е.). София: „Рал Колобър“, 2012.
- Трагизмът и величието на тангриста-колобър Расат. София: „Рал Колобър“, 2012.
- Богомилството – учение (религия) и социално-културно движение за справедливост. София: „Рал Колобър“, 2012.
- Борбата на Йоло за България (народа) и човечеството: дневник, геноцид – катастрофа – промяна. София: „Рал Колобър“, 2013.